# Leon-Trionfante-Klasse
Die Leon-Trionfante-Klasse war ein Klasse von dreizehn Linienschiffen der Marine der Republik Venedig, die im 18. Jahrhundert in Dienst stand.

## Geschichte
Die venezianische Marine hatte Ende 1667 mit der Giove Fulminate (70 Kanonen) ihr erstes Linienschiff in Dienst gestellt. Bis zum Ausbruch des achten Osmanisch-Venezianischen Krieges im Dezember 1714 wurden weitere 45 Schiffe dieser Art in Dienst gestellt.
Die Marine hatte, ähnlich wie das englische Establishment-System, die Größe, Eigenschaften und Kampfkraft ihrer Schiffe in einzelnen Größenklassen standardisiert, um nach Möglichkeit einheitliche Flottenverbände zu erhalten. Dies waren die Navi di Primo Rango (1. Rang, 70 Kanonen), Navi di Secondo Rango (2. Rang, 56–60 Kanonen) und die Navi di Terzo Rango (3. Rang, 50–54 Kanonen). In Folge entwickelte die venezianische Marine ein System von "Typschiffen". Bei welchem sich die Schiffbauer im Arsenal von Venedig an bewährten Vorlagen orientierten und nur geringe Veränderungen zum Typschiff vornahmen. Führten diese Änderungen bei einem Schiff aber zu einer Verbesserung innerhalb des Typs, konnte dieses Schiff zum neuen "Typschiff" werden.
Im Verlauf des Krieges von 1714 bis 1718 wurden für die venezianische Marine 23 neue Linienschiffe in Dienst gestellt, darunter das von Francesco d’Angelo de Ponti entworfene 70-Kanonen-Linienschiff Leon Trionfante. Dieses hatte sich während einiger Gefechte bewährt und daher wurde 1719 entschieden es zum neuen Typschiff zu machen. Da aber nach dem Krieg Finanzmittel nicht überreichlich vorhanden waren, wurde entschieden die Linien der Leon Trionfante auf vier bereits im Arsenal liegende Rümpfe – welche aber 4 Fuß (Kiellänge) kürzer waren – anzuwenden. Des Weiteren wurden vier neue Schiffe dieser verkürzten Version geordert. Diesem folgte 1732 (4) und 1739 (2) eine Order für weitere sechs Schiffe, diesmal komplett der Leon Trionfante entsprechend.
Auf Grund des geringen Bedarfs an neuen Linienschiffen und der Baubedingungen des Arsenal von Venedig – die Schiffe wurden in Hallen gebaut und waren daher vor Witterungseinflüssen geschützt – sind Liegezeiten der unfertigen Rümpfe von bis zu 50 Jahren nichts Außergewöhnliches.

## Einheiten
| Name                                 | Bauwerft (Baunummer)              | Kiellegung      | Stapellauf        | Indienststellung | Verbleib |
| Typschiff                            | Typschiff                         | Typschiff       | Typschiff         | Typschiff        | Typschiff |
| ------------------------------------ | --------------------------------- | --------------- | ----------------- | ---------------- | --- |
| Leon Trionfante                      | Arsenal von Venedig (Bau-Nr. 58)  | 1714            |                   | 16. Mai 1716     | Am 21. Mai 1740 Beschluss zum Abbruch |
| Adria-in-Pace-Gruppe (Kurze Version) |                                   |                 |                   |                  | |
| Adria in Pace                        | Arsenal von Venedig (Bau-Nr. 71)  | 1716            |                   | 3. August 1739   | Am 9. Oktober 1753 gestrandet und verloren gegangen |
| Europa                               | Arsenal von Venedig (Bau-Nr. 72)  | 1716            |                   | 23. Oktober 1739 | Am 29. Dezember 1763 Beschluss zum Abbruch |
| San Ignazio                          | Arsenal von Venedig (Bau-Nr. 74)  |                 | 1745              | 24. Juli 1745    | Am 12. März 1763 im Sturm bei der Insel Pellestrina gesunken |
| San Iseppo                           | Arsenal von Venedig (Bau-Nr. 75)  | 1718            | 1746              | 4. Juni 1746     | Am 5. Oktober 1764 Beschluss zum Abbruch |
| Order 1719 (Kurze Version)           |                                   |                 |                   |                  | |
| San Giacomo                          | Arsenal von Venedig (Bau-Nr. 85)  | 19. Juli 1719   | 26. März 1761     | 29. April 1761   | Am 26. September 1776 Beschluss zum Abbruch |
| Buon Consiglio                       | Arsenal von Venedig (Bau-Nr. 86)  | 15. Januar 1720 | 26. März 1761     | 29. Mai 1761     | Am 26. Februar 1776 Beschluss zum Abbruch |
| Fedeltà                              | Arsenal von Venedig (Bau-Nr. 87)  | 14. Januar 1720 | 22. Februar 1770  | 14. April 1770   | Am 24. November 1783 Beschluss zum Abbruch, anschließende Nutzung als Ponton |
| Corriere Veneta                      | Arsenal von Venedig (Bau-Nr. 88)  | 26. April 1722  | 24. Februar 1770  | 26. April 1770   | Am 19. Dezember 1771 im Sturm bei Kap Matapan (Peloponnes) gesunken |
| Order 1732                           |                                   |                 |                   |                  | |
| Forza                                | Arsenal von Venedig (Bau-Nr. 91)  |                 | 24. Dezember 1772 | 10. Mai 1774     | Am 19. November 1784 im Sturm vor Trapani (Sizilien) gesunken |
| Diligenza                            | Arsenal von Venedig (Bau-Nr. 92)  |                 | 21. Dezember 1772 | 10. Mai 1774     | Am 10. Mai 1790 Beschluss zum Abbruch, 1797 als Spantengerippe noch vorhanden |
| Stapelnummer 14                      | Arsenal von Venedig               | 1732            | –                 | –                | Am 16. Mai 1797 auf Stapel durch die Franzosen erbeutet; Rumpf an Österreich übergeben, Nutzung als Ponton |
| Stapelnummer 15                      | Arsenal von Venedig               | 1736            | –                 | –                | Am 16. Mai 1797 auf Stapel durch die Franzosen erbeutet; Rumpf an Österreich übergeben, Nutzung als Ponton |
| Order 1739                           |                                   |                 |                   |                  | |
| Vittoria                             | Arsenal von Venedig (Bau-Nr. 99)  | 2. Oktober 1742 | 16. Dezember 1784 | 27. Februar 1785 | Anfang 1797 verkauft, das im Giudecca Kanal liegende Schiff wurde im Mai 1797 bei Besetzung von Venedig durch die Franzosen durch diese verbrannt                                                                                               |
| Eolo                                 | Arsenal von Venedig (Bau-Nr. 100) | 4. Februar 1745 | 23. Dezember 1784 | 9. März 1785     | Anfang 1797 Reserveschiff, am 20. Mai 1797 durch die Franzosen übernommen, als Éole in Dienst, später Robert und 1798 Ausrüstung mit franz. Waffen, ab Oktober 1801 Nutzung als Hulk in Toulon, dort 1817 gesunken und im Folgejahr abgebrochen |

## Technische Beschreibung
Die Klasse war als Batterieschiff mit zwei durchgehenden Geschützdecks konzipiert und hatte eine Länge von 138 Fuß [47,99 Metern] (Geschützdeck) bzw. 126 Fuß [43,81 Metern] (Kiel), eine Breite von 37 Fuß [12,87 Metern] und einen Tiefgang von 17,4 Fuß [6,05 Metern]. Sie waren Rahsegler mit drei Masten (Fockmast, Großmast und Kreuzmast). Der Rumpf schloss im Heckbereich mit einem Heckspiegel, in den Galerien integriert waren, die in die seitlich angebrachten Seitengalerien mündeten.
Die Bewaffnung der Klasse bestand aus 70 Kanonen.
|               | Unteres Batteriedeck   | Oberes Batteriedeck    | Backdeck | Achterdeck             | Kanonen    |
| ------------- | ---------------------- | ---------------------- | -------- | ---------------------- | ---------- |
| Design        | 28 × venez. 40-Pfünder | 28 × venez. 30-Pfünder | –        | 14 × venez. 14-Pfünder | 70 Kanonen |
| 1798 (Robert) | 22 × franz. 18-Pfünder | 26 × franz. 12-Pfünder | –        | 12 × franz. 6-Pfünder  | 60 Kanonen |

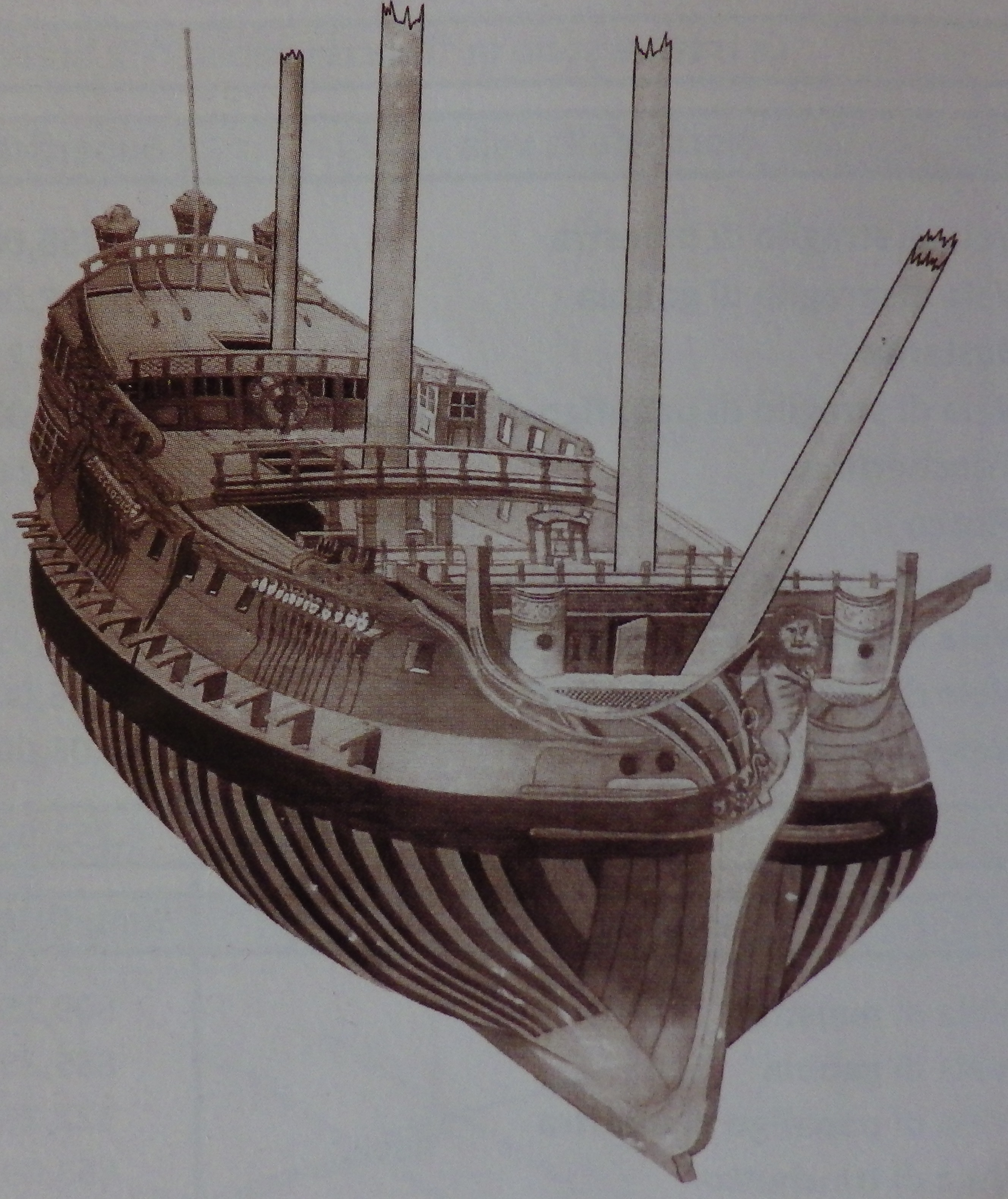
Leon Trionfante Bugansicht
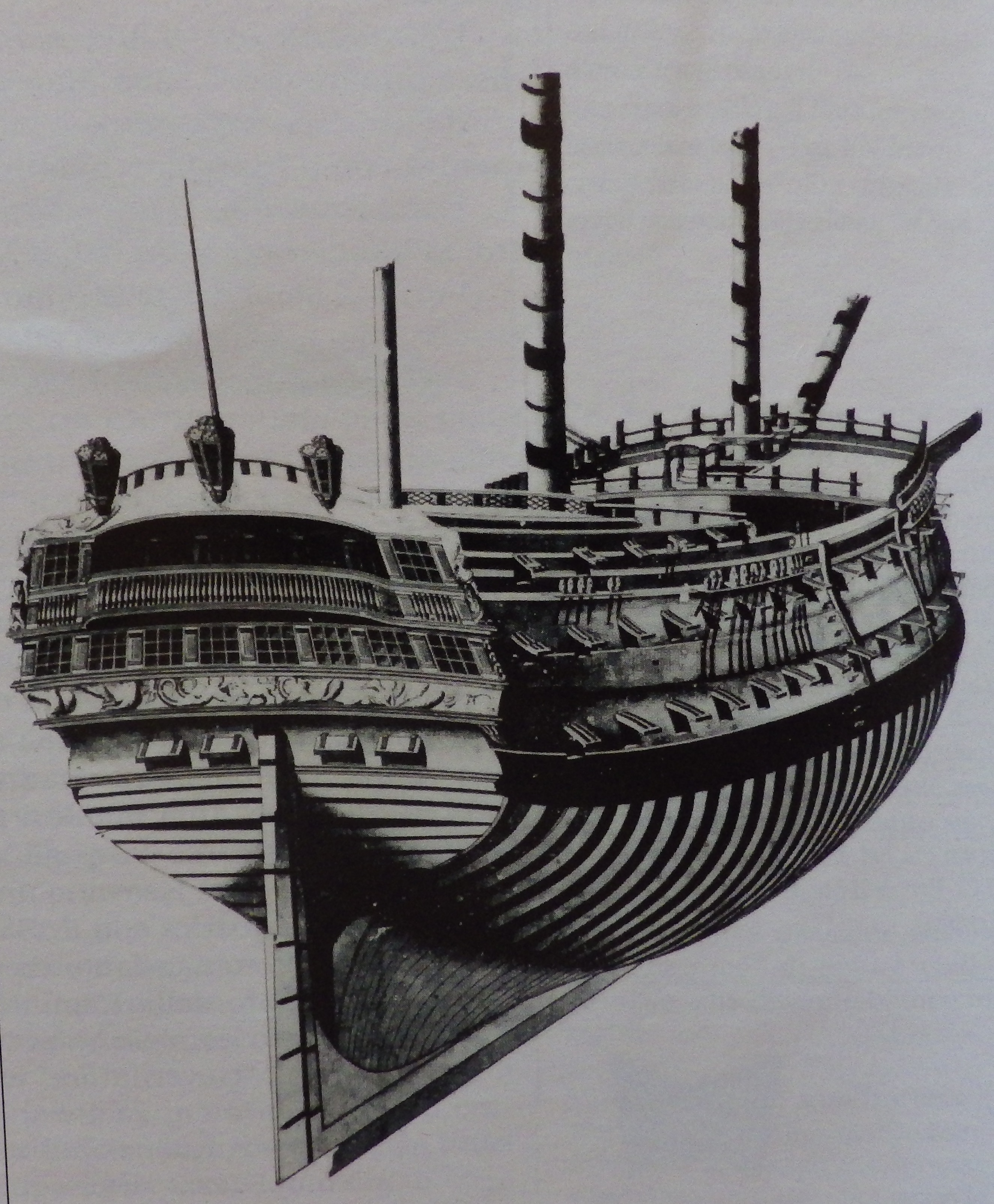
Leon Trionfante Heckansicht
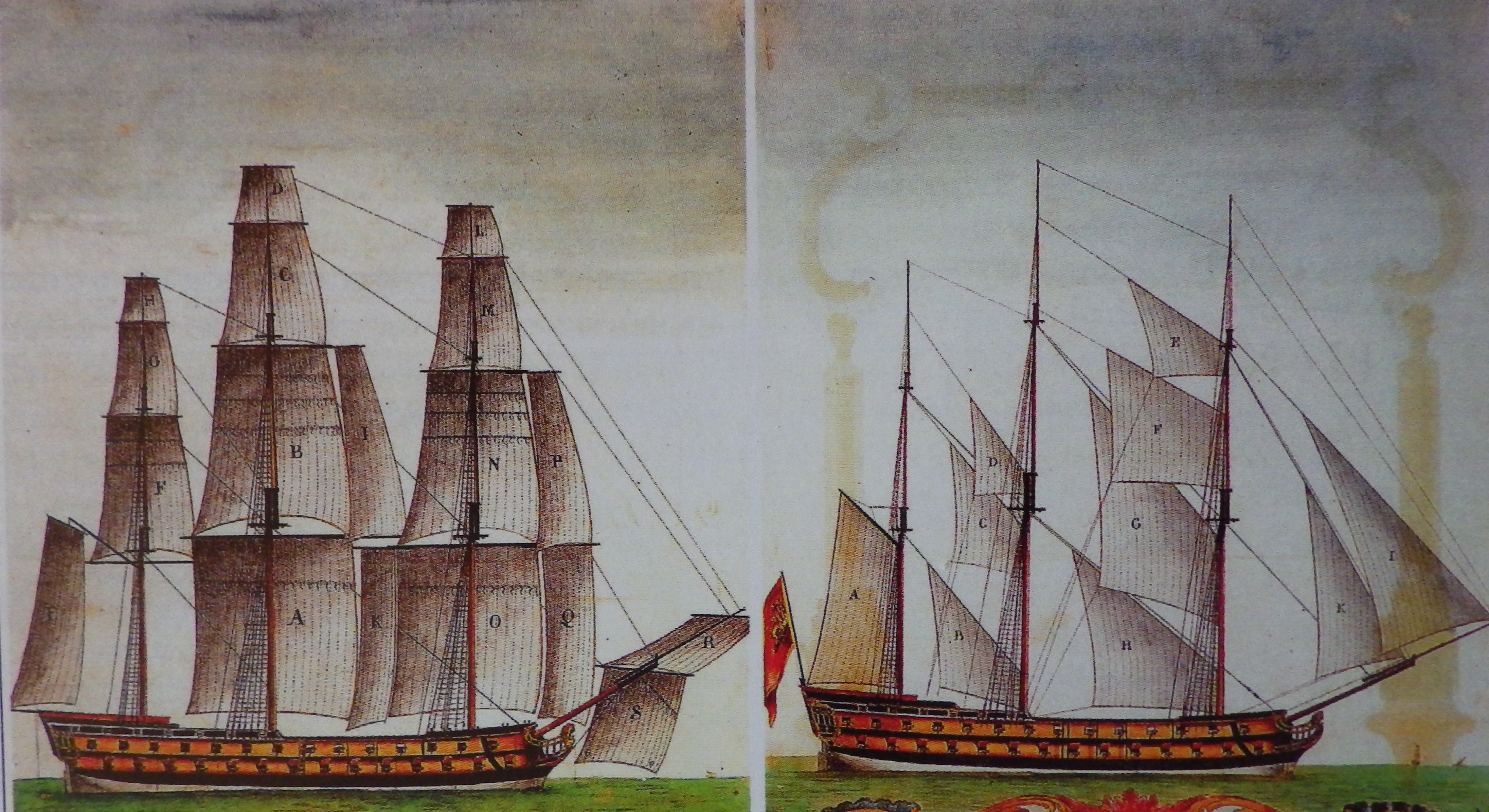
Segelplan

## Bemerkungen
1. ↑  Bei der Berechnung der Länge kann es zu unterschieden kommen. Da in der damaligen Zeit ein Fuß, je nach Land, unterschiedliche Längenwerte hatte. Der venezianische Fuß (Piede veneto) hatte z. B. eine Länge von 34,7735 Zentimeter während der französische Fuß (pied de roi) eine Länge von rund 32,48 Zentimeter hatte.
2. ↑  Die verwendeten Kanonen und ihre französische Entsprechung:
venezianischer 40-Pfünder ≈ französischer 24-Pfünder,
venezianischer 30-Pfünder ≈ französischer 18-Pfünder,
venezianischer 14-Pfünder ≈ französischer 08-Pfünder